# Таштимеровский сельсовет
Таштимеровский сельсовет — муниципальное образование в муниципальном районе Абзелиловский район Республики Башкортостана Российской Федерации.
Согласно Закону о границах, статусе и административных центрах муниципальных образований в Республике Башкортостан имеет статус сельского поселения.

## История
2006 год
Закон Республики Башкортостан «Об изменениях в административно-территориальном устройстве
Республики Башкортостан, изменениях границ и преобразованиях муниципальных образований в Республике Башкортостан», ст. 1, ч. 187 (часть сто восемьдесят восьмая введена Законом РБ от 21.06.2006 № 329-з) гласит:

187. Изменить границы Таштимеровского и Ташбулатовского сельсоветов Абзелиловского района согласно представленной схематической карте, передав деревню Аюсазово Таштимеровского сельсовета Абзелиловского района в состав территории Ташбулатовского сельсовета Абзелиловского района.
— gsrb.ru/MainLeftMenu/ZakonoTvorch/Zakoni/125-2004.php

## Население
| 1968  | 2002  | 2009  | 2010  | 2012  | 2013  | 2014  |
| ----- | ----- | ----- | ----- | ----- | ----- | ----- |
| 4583  | ↘4179 | ↘3876 | ↗3953 | ↗3975 | ↗4005 | ↘3982 |
| 2015  | 2016  | 2017  |       |       |       |       |
| ↗4012 | ↗4032 | ↗4060 |       |       |       |       |

## Состав сельского поселения
| № | Населённый пункт | Тип населённого пункта       | Население |
| - | ---------------- | ---------------------------- | --------- |
| 1 | Михайловка       | село, административный центр | ↗1103     |
| 2 | Тупаково         | деревня                      | ↗718      |
| 3 | Абзелилово       | деревня                      | ↗496      |
| 4 | Таштимерово      | деревня                      | ↘382      |
| 5 | Елимбетово       | деревня                      | ↘371      |
| 6 | Салаватово       | деревня                      | ↗323      |
| 7 | Кужаново         | деревня                      | ↘256      |
| 8 | Самарское        | деревня                      | ↘197      |
| 9 | Аумышево         | деревня                      | ↘107      |

В 2006 году деревня Аюсазово Таштимеровского сельсовета передана в состав Ташбулатовского сельсовета Абзелиловского района.